# Cercle naval de Toulon
L'ancien cercle naval de Toulon est un bâtiment qui était un lieu de réceptions et de restauration de la Marine de Toulon. Le bâtiment fait partie du même bloc que la Chambre de commerce et d'industrie du Var.
Le batiment fait l’objet d’une inscription au titre des monuments historiques depuis le 8 février 2018.

## Historique
Cet immeuble avait été voulu par le ministre de la Marine Georges Leygues, pour accueillir le cercle naval de toute la région Méditerranée, incluant Marseille, afin d'en faire le lieu emblématique du rayonnement de la Royale sur cette façade maritime.
Plusieurs grandes toiles ont été réalisées par des peintres officiels de la Marine comme Lucien Simon, Charles Fouqueray, Jean-Louis Paguenaud et Raoul du Gardier.
Les bombardements de Toulon en 1944 n'ont pas atteint directement le bâtiment même si la verrière de l'escalier a été soufflée. En 1961, les espaces du cercle naval sont réaménagés, une mezzanine est créée au 1er étage pour accroître l’espace du restaurant. En 2017, le cercle naval est mis en vente par le ministère de la Défense.